# 茂昌眼镜

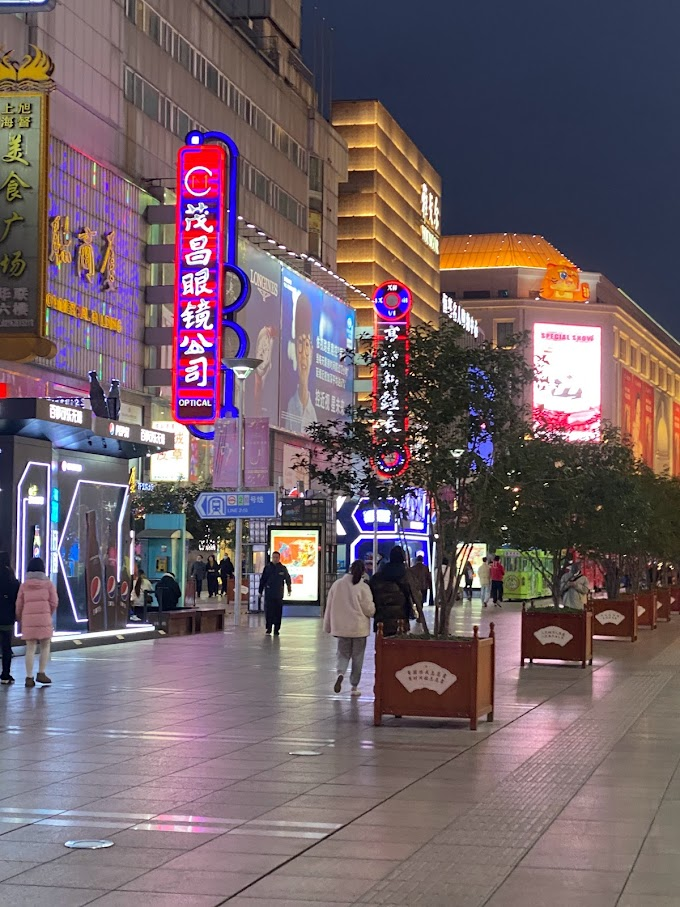
南京路步行街上的茂昌眼鏡

茂昌眼镜是中華人民共和國上海市的一家眼鏡商店，為百聯集團下屬上海三联（集团）有限公司的子公司。

## 历史
始建於1923年。原址位於老北門舊倉街。1930年搬遷至老北門晏海路。1935年搬遷至今南京東路。1947年搬遷至南京東路。1956年公私合營。